# Brytyjska Unia Faszystów
Brytyjska Unia Faszystów (ang. British Union of Fascists, od 1936 r. British Union of Fascists and National Socialists) – skrajnie prawicowe, faszystowskie oraz narodowo-socjalistyczne ugrupowanie polityczne działające w latach 30. XX wieku w Wielkiej Brytanii.

## Historia
Brytyjska Unia Faszystów została utworzona 1 października 1932 r. przez sir Oswalda Mosleya, b. działacza Partii Konserwatywnej, a następnie Partii Pracy oraz najmłodszego członka Izby Gmin i ministra bez teki. W 1931 r. wystąpił on z Partii Pracy i powołał – głoszącą „trzecią drogę” – Nową Partię (New Party), której działalność nie przetrwała nawet roku. W styczniu 1932 r. odwiedził faszystowskie Włochy, gdzie został przyjęty przez Benito Mussoliniego, a po powrocie do kraju utworzył BUF. Wchłonęła ona wszystkie dotychczas działające brytyjskie grupy faszystowskie i nacjonalistyczne, jak Brytyjscy Faszyści, czy Narodowi Faszyści, z wyjątkiem zdecydowanie antysemickiej Imperialnej Ligi Faszystów Arnolda Leese’a. Przywódcami byli – oprócz O. Mosleya – Harold Nicolson, William Joyce, John Beckett, A.K. Chesterton. BUF była oparta na wzorach włoskich faszystów (włącznie z czarnymi strojami, od których jej członków nazywano potocznie „czarnymi koszulami”, symboliką i „rzymskim” pozdrowieniem). Powstały też bojówki paramilitarne pod nazwą Fascists Defense Force oraz odrębna organizacja kobieca. W czerwcu 1934 r. ugrupowanie liczyło już ponad 50 tys. członków, wywodzących się głównie z drobnego biznesu, konserwatywnej klasy średniej, zachowawczej arystokracji i kręgów wojskowych; było także dużo młodzieży i kobiet. Jednakże już w 1935 r. liczebność spadła do ok. 20 tys. Organami prasowymi były pisma „Action” i „Fascist Quarterly”.
BUF brała udział w kolejnych wyborach parlamentarnych, poza 1935 r., uzyskując czasami duże sukcesy zwłaszcza w wyborach lokalnych. Pod ich wpływem zaczęto organizować liczne marsze i demonstracje w Londynie, głównie o charakterze antysemickim. Jeden z nich w październiku 1936 r. doprowadził do poważnych zamieszek zwanych bitwą na Cable Street, kiedy pochód ok. 5 tys. członków BUF został zaatakowany przez lewicowych bojówkarzy. W odpowiedzi brytyjski rząd wydał tzw. Public Order Act, który zakazywał noszenia partyjnych strojów podczas marszów i używania obraźliwych słów, a policji na wniosek ministra spraw wewnętrznych umożliwiał przerywanie takich demonstracji. Był to duży cios dla BUF, gdyż uliczne marsze i wiece stanowiły ważną część jej aktywności. Abdykacja w 1936 r. króla Edwarda VIII, który miał profaszystowskie sympatie, położyła kres nadziejom O. Mosleya na dojście do władzy legalną drogą. Pod koniec lat 30. doszło do rozłamów w szeregach BUF. W 1937 r. opuścili ją W. Joyce i J. Beckett, zakładając Ligę Narodowo-Socjalistyczną (ang. National Socialist League), a w 1938 r. – A.K. Chesterton, który był zdecydowanym wrogiem nazizmu. W 1938 r. partia miała 3000 członków aktywnych i blisko 15000 nieaktywnych.
Po wybuchu wojny z Niemcami 3 września 1939 r., przywódcy BUF opowiedzieli się za lojalnym wypełnianiem powinności patriotycznych, choć nie zaprzestano urządzania pacyfistycznych manifestacji. Jednakże w maju 1940 r. O. Mosley wraz z ok. 750 członkami swojej partii zostali aresztowani i internowani, a partia została zdelegalizowana.

## Program
W październiku 1932 r. O. Mosley opublikował swój manifest polityczny pt. „The Greater Britain”, w którym przedstawił organizację faszystowskiego państwa. Program BUF zawierał hasła chrześcijańskie i antykomunistyczne, lecz ewoluował w stronę nazizmu. Opowiadano się za wprowadzeniem w Wielkiej Brytanii systemu korporacyjnego, sprzeciwiając się zarazem kapitalizmowi, domagano się płatnych urlopów macierzyńskich i nie zwalniania z pracy kobiet, które wstąpiły w związek małżeński. Propagowano izolacjonizm i prowadzenie handlu wyłącznie w obrębie Imperium Brytyjskiego. Chciano zmiany systemu wyborczego i procedur powoływania rządu, tak aby tworzyli go eksperci. Partia była postrzegana jako rewolucyjna alternatywa wobec rosnącej popularności komunistów, czego przejawem były pochlebcze artykuły w brytyjskiej prasie (np. w „Daily Mail” na pierwszej stronie ukazał się artykuł pod wymownym tytułem „Niech żyją czarne koszule!”). W początkowym okresie BUF nie była partią antysemicką, a A. Leese nazywał ją nawet – z powodu sporego odsetka Żydów – „Brytyjską Żydunią Faszystów”. Nastawienie jej kierownictwa zmieniło się po napadzie dokonanym przez bojówki komunistyczne na mityng BUF w Olympia Hall w Londynie 8 czerwca 1934 r., kiedy okazało się, że ponad połowę bojówkarzy stanowili Żydzi. W programie partii pojawiła się wówczas koncepcja przymusowej emigracji ludności żydowskiej (lecz nie do arabskiej Palestyny), gdyż żydowska plutokracja miała szkodzić interesom brytyjskiego przemysłu. Od 1935 r. O. Mosley wspierany przez Henry’ego Williamsona prowadził kampanię na rzecz zachowania pokoju, przekonany, że wojna przyniesie zniszczenie Europy, rozszerzenie się komunizmu sowieckiego i rozpad Imperium Brytyjskiego.